# Dogma (film)
Dogma (o DOGMA) è un film del 1999 scritto e diretto da Kevin Smith.
È il quarto film dell'universo cinematografico View Askewniverse.
Considerato il più ambizioso e fra i più controversi di Smith, il film è una chiara satira sulla Chiesa cattolica e sulla fede. All'epoca dell'uscita cinematografica, ha causato parecchie proteste da parte dei cattolici e dei protestanti.

## Trama
Bartleby e Loki sono due angeli caduti condannati a rimanere per l'eternità nel Wisconsin, che loro considerano peggio dell'Inferno stesso. Bartleby è un Osservatore, un angelo con il potere di conoscere i più intimi segreti delle persone solo guardandole, e passa il suo tempo a osservare i mortali; il suo amico Loki, in passato Angelo della Morte con l'incarico di portare sulla Terra i castighi divini, si diverte invece a convincere tutti i religiosi che incontra che Dio non esiste. Bartleby e Loki sono stati cacciati perché Loki, a un certo punto, si è rifiutato di portare ancora la collera di Dio; a spingerlo a ribellarsi è stato proprio Bartleby, che l'ha convinto a licenziarsi durante una bevuta per celebrare una delle Piaghe d'Egitto.
Durante una giornata qualunque, Bartleby e Loki ricevono per posta un ritaglio di giornale con una bella notizia: l'eccentrico cardinale Ignatius Glick, per promuovere la sua campagna "Cattolicesimo WOW!", ha deciso di celebrare il centenario della consacrazione di una chiesa nel New Jersey. Per l'occasione Glick concederà una speciale indulgenza plenaria: chiunque entrerà nella chiesa nel giorno della cerimonia di riconsacrazione sarà redento da ogni suo peccato. Per Bartleby e Loki questo significa la possibilità di fare ritorno in Paradiso anche senza avere il perdono di Dio. I due non lo sanno, ma a dare loro la dritta è stato un demone di nome Azrael.
Il piano di Bartleby e Loki giunge alle orecchie delle Potenze Celesti: Metatron, un angelo il cui compito consiste nel fare da portavoce (letteralmente) di Dio, affida il compito di fermare i due a Bethany Sloane, una disillusa ragazza che lavora in una clinica per aborti e ha perso la fede in Dio dopo che un'infezione all'utero l'ha resa sterile, facendo naufragare il suo matrimonio. Metatron le spiega che se Bartleby e Loki riusciranno a tornare in Paradiso senza permesso divino smentiranno l'infallibilità di Dio, principio fondante dell'intera esistenza, e ciò comporterà l'annullamento dell'intero Creato. Nonostante la prospettiva apocalittica, Bethany rifiuta la missione; Metatron, però, le promette che, se accetterà, potrà contare sull'aiuto di due profeti e alla fine Bethany acconsente.
La sera successiva, Bethany viene aggredita dai sicari di Azrael, tre demoni adolescenti armati di mazze da hockey e rollerblade, ma viene salvata dai suddetti profeti, che si rivelano due spacciatori di cannabis, Jay e Zittino Bob. Bethany non è molto convinta, ma si mette comunque in viaggio con loro per raggiungere il New Jersey; in seguito, allo strano gruppo si unirà anche Rufus, il tredicesimo apostolo, che cade letteralmente dal cielo per aggregarsi al trio. Rufus sostiene di essere stato estromesso dalla Bibbia perché di colore e propone a Bethany di darle una mano a fermare gli angeli in cambio del suo aiuto per far sì che il suo nome venga ricordato nelle Sacre Scritture. Nel frattempo, Bartleby e Loki, su suggerimento del secondo che pensa che ciò li aiuterà a rientrare nelle buone grazie di Dio, durante il viaggio verso il New Jersey uccidono una coppia di turisti adulteri e massacrano quasi tutti i membri del consiglio di amministrazione di una società, in quanto colpevoli di idolatria e vari altri peccati.
Il gruppo di Bethany si ferma a una tavola calda per una pausa. Qui incontrano Serendipity, una Musa in crisi creativa costretta a reinventarsi come spogliarellista, e vengono attaccati da un altro dei sicari di Azrael, il Golgothiano, un demone interamente fatto di escrementi umani, che viene steso da Zittino Bob con un deodorante per ambienti. Successivamente, su un treno, i protagonisti s'imbattono proprio in Bartleby e Loki, senza tuttavia riconoscerli. Bethany, ubriaca fradicia, rivela a Bartleby la missione e l'angelo, per tutta risposta, cerca di ucciderla; Rufus e Zittino Bob risolvono la situazione scaraventando i due angeli fuori dal treno. Bartleby e Loki si rendono finalmente conto delle conseguenze del loro piano; Loki vorrebbe rinunciare, ma Bartleby, che al termine di una lunga riflessione è giunto alla conclusione che Dio è ingiusto verso gli angeli, è più risoluto che mai ad andare avanti.
Bethany, dopo tutte le peripezie vissute, comincia a domandarsi perché Dio abbia scelto proprio lei per questa missione e Rufus le rivela che lei è l'ultima discendente in vita di Gesù Cristo. Bethany entra in crisi, ma le appare nuovamente Metatron, che la conforta e la esorta a non arrendersi. Metatron, inoltre, informa il gruppo che Dio è scomparso durante una delle "passeggiatine sfiziose" che ama concedersi ogni tanto sulla Terra e che non c'è quindi modo di scoprire chi stia manovrando Bartleby e Loki né tantomeno di fermare i due. Jay, allora, in un raro lampo d'inventiva propone di chiedere al cardinale Glick di annullare la cerimonia di riconsacrazione della chiesa, ormai imminente. Il gruppo si reca perciò da Glick, il quale, prevedibilmente, rifiuta; Jay e Zittino Bob si vendicano rubandogli una delle sue mazze da golf.
In un bar nelle vicinanze, Bethany e il resto del gruppo vengono presi in ostaggio da Azrael e dai suoi tre demoni in rollerblade. Azrael rivela loro di essere la mente dietro il piano di Bartleby e Loki: il suo obiettivo è proprio quello di porre fine all'esistenza, il solo modo che ha per sfuggire alle pene dell'Inferno. Grazie all'intervento di Serendipity, il gruppo ribalta la situazione: Zittino Bob uccide Azrael con la mazza di Glick (che era stata benedetta dal cardinale perché gli fosse più facile vincere a golf), mentre Rufus, Serendipity e Jay eliminano i tre demoni in rollerblade affogandoli in un lavandino pieno d'acqua santa (in realtà normalissima acqua benedetta da Bethany dietro suggerimento di Serendipity).
Il gruppo si reca alla chiesa, dove Bartleby e Loki hanno appena massacrato tutti i convenuti alla cerimonia. Ormai completamente folle, Bartleby uccide Loki, che è diventato umano per aver perduto le ali e ha cercato inutilmente di farlo rinsavire. Bethany ha intanto un'intuizione su dove si trova Dio: ricorda infatti di aver sentito parlare durante una messa di un barbone che, a seguito di una brutale aggressione da parte dei tre demoni in rollerblade, si trova in stato vegetativo nell'ospedale accanto alla chiesa. Bethany e Zittino Bob si precipitano all'ospedale mentre Rufus, Serendipity e Jay cercano di tenere impegnato Bartleby. Questi però diventa umano a causa di un errore di Jay, che gli taglia accidentalmente le ali; ora a Bartleby, per tornare in Paradiso, basta entrare nella chiesa e morire subito dopo, cosa che da angelo non avrebbe potuto fare, dal momento che l'indulgenza è concessa solo ai mortali. Bethany toglie intanto i supporti che mantengono il barbone in vita; l'intuizione si rivela giusta e Dio, finalmente liberato, ne lascia il corpo in un lampo di luce, ma Bethany rimane uccisa da un raggio luminoso che le trafigge il ventre.
Bartleby apre le porte della chiesa, ma dietro di esse compaiono Dio e Metatron. Alla vista di Dio, Bartleby si pente all'istante di tutto quello che ha fatto; il Creatore decide allora di perdonarlo e di riammetterlo in Paradiso e lo uccide facendogli udire la propria voce (il cui potere, come spiegato da Metatron a Bethany nelle scene iniziali, non può essere sostenuto dagli esseri umani, anche se pare ci siano voluti ben cinque Adami prima che la cosa fosse chiara). Dio resuscita poi Bethany, curandola anche dalla sua sterilità e facendole il dono di una gravidanza. Al momento dei saluti, Bethany ne approfitta per fare a Dio la domanda per eccellenza, vale a dire "Perché siamo qui?", ottenendo come risposta un buffetto sul naso. Dio, Metatron, Rufus e Serendipity tornano quindi in Paradiso, lasciando Bethany, Jay e Zittino Bob a riflettere sulla straordinaria avventura appena vissuta.

## Personaggi e interpreti
- Ben Affleck è Bartleby, angelo Grigori che, impietosito dai martìri che subisce l'umanità per mano dell'angelo vendicatore Loki, lo convince a posare la spada ardente. Inizialmente, il personaggio di Bartleby sembra il più ragionevole tra i due ma ben presto, vedendo nell'indulgenza plenaria uno spiraglio per ritornare in Paradiso, diventa il più sanguinario e determinato a dimostrare la fallibilità del Creatore.
- Matt Damon è Loki, angelo vendicatore che per mano di Dio infligge i martìri all'umanità. Racconta di essere stato lui l'esecutore delle dieci piaghe d'Egitto. Dopo una conversazione con Bartleby, nella quale si ubriaca, si lascia convincere a non agire più come angelo della morte e per questa ragione vengono banditi entrambi dal Paradiso e condannati a rimanere nel Wisconsin. Loki non ha alcuno scrupolo a uccidere persone che hanno commesso peccato e il suo passatempo preferito è quello di convincere esponenti del clero che non esiste alcun Dio.
- Linda Fiorentino è Bethany Sloane, considerata l'ultima discendente di Gesù Cristo. Lavora in una clinica per aborti. È divenuta sterile dopo un'infezione all'utero; per questo viene abbandonata dal marito, perdendo così la sua fede nella chiesa.
- Alan Rickman è Metatron, il Serafino che agisce come Voce di Dio, in quanto a nessun essere mortale è data la possibilità di ascoltare la potente voce del Creatore senza che le loro teste esplodano. Racconta che quando qualcuno dice di aver sentito la voce di Dio, in realtà ha sentito la sua o parlava con se stesso. Cinico e saggio, Metatron è il messaggero che viene inviato sulla terra per avvertire Bethany della sua discendenza divina, stessa cosa che fece con Gesù Cristo all'epoca della sua adolescenza. Compare privo degli organi genitali.
- Chris Rock è Rufus, il 13º apostolo, estromesso dalla Bibbia perché di colore. Riferisce a Bethany che anche Gesù era di colore e aiuta la ragazza nel fermare gli angeli, a patto che si prodighi a far cambiare le scritture, introducendo anche il suo nome. Sostiene, inoltre, che Gesù gli debba dodici dollari.
- Jason Mewes e Kevin Smith, sono rispettivamente Jay & Silent Bob; sono due amici, dediti alla cannabis, allo spaccio e al bighellonaggio, ritenuti i due profeti che possono aiutare Bethany. Incontrano la ragazza mentre la salvano dall'aggressione del trio di demoni inviati da Azrael per ucciderla. Metatron, infatti, riferisce a Bethany che sarà accompagnata da due profeti: uno di loro è di poche parole. Il personaggio di Silent Bob (tradotto in italiano come Zittino Bob) è interpretato dal regista del film.
- Bud Cort è John Doe, il barbone nel quale s'incarna Dio per poter passare qualche ora sulla terra, che viene picchiato dal trio di demoni e tenuto in vita artificialmente in un ospedale. Essendo bloccato in spirito dalle macchine, non riesce a tornare in Paradiso e quindi viene dato per disperso da Metatron, che agisce in sua vece assoldando Bethany.
- Salma Hayek è Serendipity, una musa che ha ottenuto un corpo e 50 dollari per poter diventare umana e provare a trovare fortuna. L'unico dettaglio è che non le è concesso di utilizzare le sue idee a scopo personale e quindi si ritrova in una sorta di blocco creativo. Infatti, per sbarcare il lunario, lavora come spogliarellista anche se, in quanto "Astrazione", è priva degli organi genitali femminili. Inoltre, Serendipity dice a Bethany che Dio è una donna e che le Scritture, ispirate da lei stessa, sono state scritte dagli uomini, i quali hanno estromesso completamente le donne dalla Bibbia e dai Vangeli, segregandole in un ruolo marginale o sfavorevole.
- Jason Lee è Azrael: anche lui è stato una musa che però, non essendosi schierato durante la rivolta dell'angelo Lucifero contro Dio, è stato costretto a nascondersi all'Inferno, non avendo reso chiara al Creatore la sua posizione. Divenuto demone, decide di permettere ai due angeli di porre fine all'esistenza, essendo stanco di risiedere all'inferno.
- George Carlin è Ignatius Glick, il cardinale che istituisce la dottrina di "Cattolicesimo WOW!" per avvicinare proseliti alla sua chiesa e inoltre, per festeggiare il centenario della stessa, istituisce l'indulgenza plenaria.
- Alanis Morissette è Dio: raffigurato come una donna, anche se alla domanda di Bethany «Dio è uomo o donna», Metatron risponde che «Dio non è né maschio né femmina ma è semplicemente Dio». Inoltre, Metatron confida al gruppo assegnato per la ricerca dei due angeli caduti che Dio ha il vizio di concedersi, una volta al mese, una "passeggiata sfiziosa" di due ore, nelle quali si reca in un locale in riva al mare per giocare a flipper, sua grande passione.
- Janeane Garofalo è Liz, collega di Bethany.
- Brian O'Halloran è il giornalista Grant Hicks.
- Jeff Anderson è il venditore d'armi.
- Dwight Ewell è Kane, leader della gang di colore.
- Ethan Suplee è la voce del Golgotiano, un demone richiamato da Azrael per sbarazzarsi del bizzarro gruppo. È composto dagli escrementi che vengono rilasciati dai corpi delle persone crocifisse sul Golgota. La sua natura è vendicativa e malvagia, dato che sul Golgota venivano crocifissi anche assassini e ladri. Viene sconfitto da Zittino Bob, che gli spruzza addosso un deodorante tascabile.
- Barret Hackney, Jared Pfennigwerth e Kitao Sakurai sono tre ragazzini adolescenti, muniti di mazze da hockey e rollerblade, che prendono ordini da Azrael. Sono morti in un incidente automobilistico sulla strada verso il centro di detenzione dove erano diretti per aver ucciso un ragazzo solo per vedere che effetto facesse. Vengono sconfitti da Jay, Rufus e Serendipity che mettono le loro teste nell'acqua benedetta da un intervento di Bethany. Non parlano mai, ma la loro apparizione è sempre accompagnata da un ronzio simile a quello delle mosche.

## Produzione
Le riprese sono state effettuate nel New Jersey e in Pennsylvania.

### Avvertenza nei titoli di testa
Per ovviare alle varie proteste che si sono susseguite, Kevin Smith e la View Askew hanno introdotto nei titoli di testa del film un messaggio di avvertenza per mettere in guardia gli spettatori sul contenuto del film. Di seguito il testo completo:
Insistere sul fatto che quanto segue sia incendiario o provocatorio significa fraintendere le nostre intenzioni ed emettere un giudizio inopportuno; emettere giudizi spetta solo e unicamente a Dio (questo vale anche per i critici cinematografici… scherziamo).

Quindi, per favore, prima che pensiate che questa sciocchezza di film possa nuocere a qualcuno, ricordate: anche Dio ha un senso dell'umorismo… Prendete l'Ornitorinco.

Grazie e buona visione.
P.S. Porgiamo le nostre sincere scuse a tutti gli amanti dell'Ornitorinco che si sono offesi per questo sconveniente commento.

Noi di View Askew rispettiamo il nobile Ornitorinco e non è nostra intenzione mancare in qualche modo di rispetto a queste stupide creature.

Grazie ancora e buona visione.»

## Colonna sonora
La colonna sonora di Dogma è uscita in due versioni:
Una versione contiene le canzoni utilizzate nel film. Tra gli artisti Alanis Morissette:
1. The Chordettes – Never on Sunday
2. Peréz Prado & His Orchestra – Skokiaan
3. Perry Como – Magic moments
4. Mickey & Sylvia – Love is strange
5. Ray Charles – Alamy Bound
6. Schooly D – Saturday Night
7. New Edition – Candy girl
8. Run DMC – It's Like That
9. Jack Nitzsche – Aloha los pescadores
10. Conjunto Bernal – Mi unico camino
11. Strauss/Ondrej Lenàrd – Blue Danube waltz Op. 314
12. Run DMC – Run's House
13. Alanis Morissette – Still

L'altra versione della colonna sonora contiene il tema musicale di accompagnamento alle varie scene. Le musiche sono di Howard Shore e della London Philharmonic Orchestra:
1. Alanis Morissette – Still
2. Dogma
3. Behold the Metatron
4. Mooby the Golden Calf
5. The Golgothan
6. The Last Scion
7. Stygian Triplets
8. Bartleby & Loki
9. John Doe Jersey
10. A Very Relieved Deity

## Distribuzione
Il film venne presentato fuori concorso al Festival di Cannes 1999.
Dogma è stato valutato dalla MPAA «film ad alto contenuto di dialoghi riguardanti sesso, violenza, umorismo grezzo e alcuni contenuti di droga». Questa classificazione è dovuta al fatto che, come in molte pellicole di Smith, è evidente il suo pesante uso del linguaggio volgare, riferendosi probabilmente al largo uso delle parole nello slang americano, facendo sentire per ben 106 volte la parola "fuck" e 38 volte la parola "shit" dai vari personaggi.
In Italia è stato vietato ai minori di 14 anni.

### Edizioni home video
Nel 2003 un'edizione speciale distribuita dalla Eagle Pictures, composta da due DVD, è stata pubblicata con numerosi contenuti extra:
- Commento del regista Kevin Smith e degli attori Ben Affleck, Jason Mewes e Jason Lee, del produttore Scott Moiser e di Vincent Pereria
- Set completo di storyboard da tre grandi scene
- 100 minuti di scene inedite
- Ciak sbagliati
- Finale alternativo con la lotta di Zittino Bob con il Golgotiano.

## Accoglienza

### Critica
Dogma è il quarto film del regista indipendente Kevin Smith e sicuramente il più controverso e discusso. La pellicola è un chiaro esempio di satira sulla Chiesa cattolica e sulla fede protestante che fece scalpore all'epoca della post produzione e della pubblicità per sponsorizzarne l'uscita, suscitando polemiche da parte dei conservatori più accaniti, a causa del messaggio, considerato anti-cristiano. I vari messaggi negativi riguardo al film, inviati a Kevin Smith, sono stati resi pubblici dal regista che li ha pubblicati sul suo sito. Alcuni momenti della pellicola sono stati considerati addirittura blasfemi, come ad esempio la scena che raffigura una statua del Cristo denominato "Cristo Compagnone" che fa l'occhiolino e che mostra il pollice in su.
Le polemiche dei vari movimenti religiosi sono rivolte soprattutto alla Disney e alla Miramax, le originali aziende distributrici della pellicola. L'uscita di Dogma era prevista per novembre del 1998, ma poi venne posticipata di un anno, nella speranza che la controversia avesse fine. Questo ritardo non fermò le proteste e la Disney, infine, decise di vendere i diritti di distribuzione alla Lions Gate Films. Sul mercato americano è stato ritenuto un fiasco e in Italia il film è stato distribuito solamente nell'estate 2003 per "scavalcare" l'anno del Giubileo. Smith, dal canto suo, con questo film affronta vari argomenti "scottanti" tra i quali la Bibbia, i fumetti, i Vangeli apocrifi, la teologia e il femminismo.
La critica diede giudizi più o meno positivi al film; nel sito Rotten Tomatoes, che lo considerò "divertente, provocatorio e audace" ricevette un voto pari al 67% di "freschezza", mentre su Metacritic Dogma ebbe una valutazione pari al 62%.

### Incassi
Per la realizzazione del film, che ricevette un incasso pari a 30 milioni di dollari venne speso un budget pari a 10 milioni di dollari.
Durante il primo weekend dalla sua uscita, il film incassò circa 8 milioni di dollari e mezzo, piazzandosi al terzo posto fra i film più visti in quel breve periodo (i primi due sono Il collezionista di ossa e Pokémon il film - Mewtwo colpisce ancora).

## Riconoscimenti
Il film è stato candidato per un Independent Spirit Award e per un Science Fiction and Fantasy Writers of America per la migliore sceneggiatura.

## Citazioni e riferimenti
Il film è ricco di citazioni da altri film o serie TV dello stesso Smith, al quale il regista ha voluto rendere omaggio.

### Citazioni dal View Askewniverse
- Il poster "Nails" che si trova nello scompartimento del treno da dove Zittino Bob si sbarazza dei due angeli, è lo stesso che c'è all'uscita del Quick Stop in Jay & Silent Bob... Fermate Hollywood! del 2001; inoltre Zittino Bob ha uno zippo con inciso sopra il nome della società fittizia.
- Jay racconta a Bartleby e Loki gli eventi di Generazione X, altro film di Smith del 1995.
- Il locale dove si fermano a mangiare un hamburger fa parte della catena di ristoranti Mooby, l'azienda che fa riferimento anche al massacro del consiglio di amministrazione. La stessa catena di fast food è presente in Jay & Silent Bob... Fermate Hollywood! e in Clerks II (2006).
- Dopo la strage sul bus di linea, Loki scende dal mezzo e si mette a cantare Whose house... Run's house!, una strofa tratta dalla canzone dei Run DMC Run's House. Questa stessa canzone si sente in un club in In cerca di Amy del 1997, nella scena in cui Holden McNeil scopre che la ragazza della quale si è innamorato è lesbica.
- Il commesso del negozio di armi da fuoco è interpretato da Jeff Anderson, protagonista di Clerks - Commessi e Clerks II.
- Il giornalista televisivo è interpretato da Brian O'Halloran, protagonista anch'egli di Clerks e Clerks II.
- Sul cappellino di Jay è visibile la scritta "Snoochie", che richiama il grido di battaglia "Snoochie Moochies" attribuito a Jay e Silent Bob in Generazione X, In cerca di Amy e Jay & Silent Bob... fermate Hollywood.
- Il cognome del personaggio interpretato da Brian O'Halloran è Hicks, come il suo personaggio in Clerks.
- In un dialogo viene citato come amico di Bethany Brian Johnson, evidente riferimento all'amico di Kevin Smith presente in quasi tutte le sue pellicole (in questa, ha il ruolo di uno dei manifestanti nelle prime scene del film).

### Citazioni da altre opere
- Nella scena nella quale Loki parla con la suora all'aeroporto, le fa un esempio tra bene e male nel quale cita Attraverso lo specchio e quel che Alice vi trovò.
- Metatron si presenta al cospetto di Bethany e, parlando delle punizioni divine e precisamente dell'uccisione dei primogeniti, la ragazza commenta: «Ah! La decima calamità». Metatron risponde: «Dici a una persona che sei Metatron e ti guardano stralunati. Citi un film con Charlton Heston e all'improvviso sono tutti docenti di teologia!». La pellicola alla quale fa riferimento è I dieci comandamenti del 1956.
- Bartleby e Loki citano il film E.T. l'extra-terrestre di Steven Spielberg del 1982 e Krush Groove di Michael Schultz, del 1985, durante la loro discussione sul bus diretti in New Jersey.
- Quando Zittino Bob getta giù dal treno i due angeli, la prima frase che pronuncia per tutta la durata del film è «Non avevano il biglietto!». Questa frase è la stessa detta da Indiana Jones in Indiana Jones e l'ultima crociata nella scena in cui getta giù da uno Zeppelin un funzionario tedesco. La seconda e ultima parola di Zittino Bob è un «Grazie» rivolto a Rufus.
- Metatron mima la scena di «Metti la cera, togli la cera» di Per vincere domani - The Karate Kid (1984) quando Dio riporta in vita Bethany.
- Sempre Metatron fa riferimento alla serie televisiva L'uomo da sei milioni di dollari dicendo a Bethany (e riferendosi a Dio) «Lei può ricostruirti. Ha la tecnologia per farlo. Può farti stare meglio. Renderti più forte, più veloce».
- Quando il 13º apostolo Rufus cade letteralmente dal cielo, Jay commenta: «Pensate che qualcuno l'ha buttato giù da un aereo con un messaggio come in Con Air?». Infatti, in questa pellicola di Simon West del 1997, viene buttato dall'aereo un ragazzo di colore con un messaggio scritto sul suo corpo.
- Nella scena in cui Bartleby e Loki affrontano il cardinale Glick davanti alla chiesa, Glick chiede a un ufficiale di polizia di nome McGee di allontanarli, ma Bartleby risponde al poliziotto: «Signor McGee, non mi faccia arrabbiare. Lei non mi ha mai visto quando mi arrabbio!». Questa frase viene ripresa dalla serie TV L'incredibile Hulk, dove uno dei personaggi è un reporter di nome McGee, ed è una frase frequente che gli viene detta dal dottor David Bruce Banner, alias Hulk.
- Omaggio alla serie di Guerre stellari, molto amata da Kevin Smith, con la frase che Jay dice a Zittino Bob mentre sono al bancone del bar «Mi sento come Ian Solo, tu sei Chewbecca, lei è Obi-Wan Kenobi e siamo in quel fetido e orrendo bar!».
- Sempre al bar, Jay e Zittino Bob elencano titoli di film diretti da John Hughes, tra i quali Sixteen Candles - Un compleanno da ricordare (1984), Breakfast Club (1985), La donna esplosiva (1985) e Bella in rosa (1986), del quale Hughes è lo sceneggiatore.
- Serendipity riferisce a Bethany di essere stata l'artefice di 19 dei 20 film che hanno incassato di più nella storia del cinema. Del 20º dice: «Sai quello in cui un ragazzino rimane da solo a casa, arrivano i ladri e lui li concia per le feste? Io non ho avuto niente a che fare con quello. Qualcuno ha venduto la sua anima a Satana per incrementare gli incassi di quell'orribile cagata!». Il film al quale si riferisce è Mamma, ho perso l'aereo del 1990, diretto da Chris Columbus.
- Quando Jay si trova al cospetto di Dio, cita il film Lezioni di piano di Jane Campion del 1993.
- Quando al termine del film Dio preme il naso di Bethany facendo il verso beep!, imita un vecchio modo dei Peanuts di C. Schultz di premere il naso in segno di grande affettuosità.